# Міфічні правителі Швеції
Міфічні правителі Швеції — міфічні герої та стародавні конунґи свеїв, що згадуються в таких середньовічних творах, як «Коло Земне» і «Сага про Інглінгів». Їх існування не підтверджено іншими історичними джерелами, а пов'язані з ними події мають міфологічний характер. Приблизно з VI століття лінію міфічних королів продовжують напівлегендарні королі, існування яких підтверджено хоча б з частковою достовірністю.
Хоча історичних джерел, що підтверджують існування шведських правителів до VI століття, немає, можна вважати правдивим, що у племені свеїв, що згадується Тацитом, були лідери.
Історичність міфологічних правителів Швеції була основою однієї з останніх археологічних-антропологічних теорій Тура Геєрдала, про яку розповідається в книзі «У пошуках Одіна. Слідами нашого минулого». Більшість вчених вважають цю теорію псевдонаукової.

## Перелік
- Гюльві
- Одін
- Ньйорд
- Інгві — (Фрейр)
- Фйольнір (згідно «Пісні про Гротті» — сучасник Октавіана Августа, друга половина I ст. до н. е.)
- Свейгдір (I ст.)
- Ванланді
- Вісбур
- Домальді (II ст.);
- Домар (II—III ст.);
- Дюггві (сер. III ст.)м
- Даг Мудрий (2-а пол. III ст.);
- Агні (поч. IV ст.);
- Алрік і Ерік (поч.-сер. IV ст.);
- Інгві і Альв (сер. IV — 380);
- Гуглейк (380–399);
- Гакі (400–402);
- Йорунд (402–440);
- Аун Старий (440–480).